# Valdemunitella pyrula
Valdemunitella pyrula är en mossdjursart som först beskrevs av Walter Douglas Hincks 1881.  Valdemunitella pyrula ingår i släktet Valdemunitella och familjen Calloporidae. Inga underarter finns listade i Catalogue of Life.